# Бульмастиф

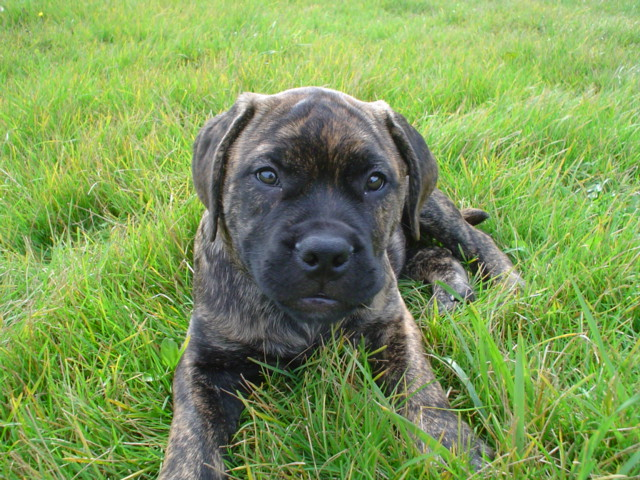
Восьмитижневе щеня

Бульмасти́ф (англ. Bullmastiff) — сторожова порода собак 2 групи МКФ.

## Походження
Бульмастиф — відносно молода порода з групи молосів, виведена в Англії в XIX столітті при схрещуванні англійського мастифа зі староанглійським бульдогом. Це масивний, мускулистий і потужний собака, благородний і відданий своїм господарям.
Офіційне визнання порода отримала в 1924 році, тоді ж був затверджений стандарт.

## Зовнішній вигляд
Зовнішність бульмастифа мимоволі привертає до себе увагу. Це великий і могутній собака; грізного вигляду додає йому високий зріст, розвинена мускулатура, велика голова з чорною маскою і широкі груди. Попри свій страхітливий вигляд, власники сучасних бульмастифів знають, наскільки ці собаки ласкаві й люблячі істоти. Шерсть у бульмастифів коротка, але густа і блискуча, щільно прилягає до тіла. Забарвлення руде, палеве або тигрове; допускаються невеликі білі плями на грудях.
Схрещування англійського мастифа і староанглійського бульдога дало бульмастифу не тільки міць і значні розміри. При своїх габаритах, це напрочуд моторний, спритний та швидкий собака, з постійною готовністю до роботи й миттєвим «стартом» по команді господаря. Бульмастифу спочатку не були притаманні ознаки чисто бійцівських порід. А сьогодні це вже скоріше собака-компаньйон і вірний друг.
Вага дорослих особин 41-59 кг, Зріст близько 61-68 см.

## Характер та інші особливості
Бульмастиф — це спокійний і врівноважений собака, не схильний до необґрунтованої агресії. Однак випадки нападу на людей були. Бульмастиф безмежно відданий своїм господарям, нейтральний до друзів сім'ї та знайомих людей, але насторожений до тих, кого не знає і не сприймає фамільярності. Собаці цієї породи необхідний простір і в будинку, і на природі; довгі прогулянки й тренування — запорука гарної фізичної форми бульмастифа.
Дресирування не представляє особливих складнощів. Щеня, починаючи з восьмимісячного віку, з легкістю засвоює основні команди; впертість, відкрите небажання підкорятися чи погана кмітливість у цій породі — рідкісний виняток. Бульмастиф тямущий, дисциплінований і терплячий, серйозно ставиться до роботи, хоча ігрові елементи під час дресирування допомагають краще закріпити засвоєні навички. У цих собак чудовий нюх і крім педантичного пошуку по сліду, бульмастифи навіть у найнесприятливіших умовах безпомилково здатні знаходити вибухівку, наркотики та людей під завалами.
Бульмастиф відмінно ладнає з дітьми господарів, а також з будь-якими тваринами, що живуть у будинку — кішки не виняток. Попри великі брилі, собака не слинявий, що притаманне багатьом молосам.
Породу виводили в Англії для охорони лісових угідь від браконьєрів. У XIX столітті спійманих на місці злочину «диких мисливців» чекала сувора кара. Знаючи про це, браконьєри відчайдушно захищалися і нерідко йшли навіть на вбивство єгерів, тільки б не потрапити в руки правосуддя. Для затримання браконьєрів і був потрібен сильний, сміливий, непідкупний собака, здатний непомітно для людини виявити її в нічному лісі й затримати. Селекційна робота заводчиків породи досить швидко відсортувала бульмастифів з необхідними якостями. Собаки мовчки, по запаху знаходили браконьєрів у лісі, потужним стрибком збивали з ніг, але не калічили, а гавкотом звали господаря. Тому бульмастиф від природи не брехло, і гавкає своїм оглушливим басом у виняткових випадках, попереджаючи про свою присутність, якщо сторонній його не бачить або не реагує на грізне гарчання. Варто згадати, що спочатку порода іменувалася «нічним собакою єгерів».

## Цікаві факти
- Довгі роки бульмастиф, на ім'я Ганнер був своєрідним талісманом англійської футбольної команди «Бульмастиф». Перед початком кожного матчу Ганнера виводили на поле і демонстрували публіці. Сам по собі неабиякий вигляд цього гідного представника породи знижував напруження фанатських пристрастей і число хуліганських витівок, а футболістам своєї команди надавав своєрідний заряд бадьорості й налаштовував їх на перемогу.
- Сьогодні бульмастифи, які втратили свої колишні бойові якості, вважаються собаками-компаньйонами. Єдине місце, де збереглося робоче поголів'я породи, і де бульмастифи досі несуть сторожову та охоронну службу — алмазні копальні компанії «Де Бірс» у Південно-Африканській республіці[4].

## Розмір і вага
Зріст бульмастифа в холці:
- Кобелі від 63,5 до 68,5 см (25-27 дюймів)
- Суки від 61 до 66 см (24-26 дюймів)

Маса:
- Кобелі від 50 до 59 кг (110-130 фунтів)
- Суки від 41 до 50 кг (90-110 фунтів)

## Фільми про собак породи бульмастиф
- Агент по кличці Спот[en] (США, 2001)
- Френк (США, 2007)